# Frans de Vries
François (Frans) de Vries (Groningen, 2 mei 1884 - Amsterdam, 15 juni 1958) was een Nederlands econoom, hoogleraar aan de Nederlandsche Handelshoogeschool te Rotterdam, en aan de Gemeentelijke Universiteit te Amsterdam, en de eerste voorzitter van de Sociaal-Economische Raad.

## Levensloop
François de Vries werd geboren in 1884 te Groningen als een van de negen kinderen van Lambertus de Vries en Anna Maria Cornelia Daubanton. Zijn vader was handelaar in de kledingindustrie, die in Groningen een groothandel voor herenmode runde. Na het gereformeerde gymnasium in Kampen, studeerde hij rechtswetenschap aan de Vrije Universiteit en aan de Gemeentelijke Universiteit in Amsterdam vanaf 1903, waarbij hij woonde bij zijn tante en zijn oom, de jonggestorven hoogleraar M.A. van Melle. In 1910 promoveerde hij aan de Rijksuniversiteit Groningen.
In 1912 startte De Vries zijn carrière als advocaat in een advocatenkantoor, en werd na een half jaar secretaris bij de Staatscommissie voor de Middenstandsenquête. Op voordracht van diens voorzitter, Dr. D. Bos, werd hij in 1913 aangesteld als lector economie aan de nieuw opgerichte Nederlandsche Handels-Hoogeschool te Rotterdam. In 1918 volgde een promotie tot hoogleraar in economie, ondernemings- en bedrijfswezen. Hij diende in Rotterdam tot 1945, waarna hij werd aangesteld hoogleraar economie aan de Gemeentelijke Universiteit te Amsterdam. In 1954 ging hij hier met emeritaat.
De Vries was verder rector magnificus in Rotterdam in de studiejaren 1921-1922, 1928-1929, en 1935-1936. Hij bekleedde vanaf de jaren 30 verschillende functies in de sociaal-economische politiek en was onder andere lid van de Hoge Raad van Arbeid en werd in 1931 lid van de Economische Raad, de voorloper van de SER, en in 1948 voorzitter. Op 10 mei 1950 werd hij benoemd tot voorzitter van de Sociaal-Economische Raad, een functie die hij tot zijn dood in 1958 vervulde. In 1953 werd hem een eredoctoraat verleend door de Katholieke Economische Hogeschool, de huidige Tilburg University.

## Publicaties, een selectie
- François de Vries. De ontwikkeling der theoretische economie, Haarlem : De Erven F. Bohn, 1918.[5]
- François de Vries. Eenige opmerkingen over de wettelijke regeling der ondernemingscombinaties : inleiding voor den negentienden accountantsdag van het Nederlandsch Instituut van Accountants, op 6 october 1928. 1928.
- François de Vries. De taak der theoretische economie. Haarlem : De Erven F. Bohn, 1946. Inaugurele rede Amsterdam, 1945